# Kamtschybek Taschijew

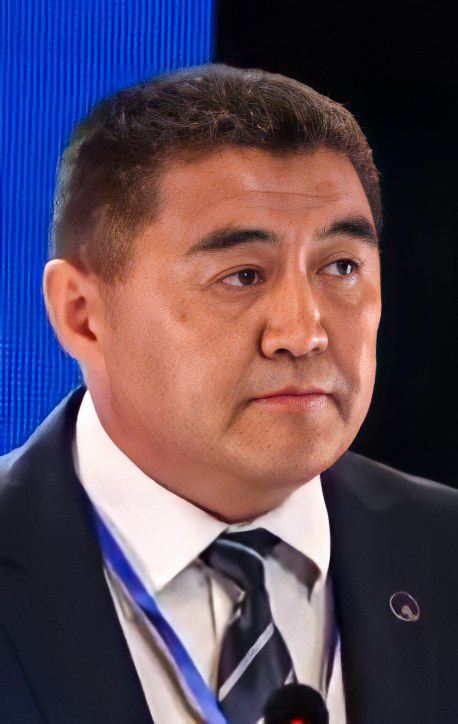
Taschijew bei einem Parteitag von Ata-Schurt

Kamtschybek Kydyrschajewitsch Taschijew (kirgisisch/russisch Камчыбек Кыдыршаевич Ташиев; geboren 27. September 1968) ist ein kirgisischer Politiker. Er ist Vorsitzender der Partei Mekentschil und seit Oktober 2020 Vorsitzender des Komitees für Staatssicherheit (GKNB).

## Politische Karriere
Taschijews politische Karriere begann während der Amtszeit von Präsident Kurmanbek Bakijew. Als Vertrauter Bakijews stieg Taschijew bis in das Kabinett auf und wurde Minister für Notfallsituationen. Den Sturz Bakijews im Rahmen des Regierungswechsels in Kirgisistan 2010 und die anschließende Errichtung einer parlamentarischen Demokratie bewertete Taschijew anfangs kritisch. Gemeinsam mit zahlreichen anderen ehemaligen Unterstützern Bakijews schloss sich Taschijew der nationalistischen Partei Ata-Schurt an, die er als Parteivorsitzender in den Wahlkampf für die Parlamentswahl in Kirgisistan 2010 führte. Dabei galt Taschijew als eine der umstrittensten politischen Figuren des Landes, da er einerseits großen Rückhalt unter Teilen der Bevölkerung im Süden des Landes genoss, aber andererseits in landesweiten Umfragen als einer der unpopulärsten Politiker des Landes geführt wurde. Im Vorfeld der Wahl wurden Videomitschnitte von Taschijew veröffentlicht, auf denen dieser eine mögliche Rückkehr Bakijews an die Macht andeutet und die Absetzung des ehemaligen Präsidenten bedauert. Die Veröffentlichung erregte großes mediales Aufsehen und führte zum Sturm von Protestanten auf das Hauptquartier der Partei Ata-Schurt in Bischkek. Taschijew und seine Partei distanzierten sich daraufhin von den Äußerungen und bezeichneten das Video als Fälschung.
Bei der Parlamentswahl wurde Ata-Schurt mit 8,88 % der abgegebenen Stimmen stärkste Kraft, dicht gefolgt von der Sozialdemokratischen Partei Kirgisistans (SDPK). Nach der Wahl kündigte Taschijew die Bildung einer Regierungskoalition innerhalb von zwei Wochen ab dem Tag der Parlamentswahl an. Dieses Vorhaben scheiterte jedoch und der Auftrag zur Regierungsbildung ging an die SDPK über, die am 29. November mit den Parteien Respublika und Ata Meken einen Koalitionsvertrag schloss. Neuer Premierminister wurde Almasbek Atambajew (SDPK), während Taschijew Oppositionsführer im Dschogorku Kengesch, dem kirgisischen Parlament, wurde.
Am 3. Oktober 2012 war Taschijew maßgeblich an dem Versuch beteiligt, das Parlament in Bischkek zu stürmen und die Regierung zu stürzen. Nach einer Demonstration von Ata-Schurt-Unterstützern vor dem Parlamentsgebäude führte Taschijew eine Gruppe von circa 50 Männern an, die über den Zaun vor dem Gebäude kletterten und dieses zu stürmen versuchten. Bei den anschließenden Auseinandersetzungen setzte die Polizei Tränengas ein, mehrere Personen wurden verletzt. Noch am selben Tag wurden mit Taschijew, Sadyr Dschaparow und Talant Mamytow mehrere führende Politiker von Ata-Schurt festgenommen und unter dem Vorwurf des versuchten Staatsstreichs angeklagt. Der anschließende neunmonatige Gerichtsprozess endete mit einem Urteil des Obersten Gerichtshofs in Bischkek, der die drei Angeklagten schuldig sprach und zu einer Haftstrafe von 1,5 Jahren verurteilte, diese wurde jedoch aufgrund der Untersuchungshaft während des Prozesses als abgegolten angesehen, sodass Taschijew und seine Mitstreiter nach dem Urteil freigelassen wurden.
In den folgenden Jahren blieb Taschijews politischer Einfluss gering. Die Partei Ata-Schurt ging mit der Partei Respublika ein Bündnis unter der Führung von Omurbek Babanow ein, unterlag aber bei der Parlamentswahl in Kirgisistan 2015 der SDPK. Taschijew war während dieser Zeit Ko-Vorsitzender von Ata-Schurt-Respublika, kandidierte jedoch nicht für einen Sitz im Parlament. Zuvor war Taschijew beschuldigt worden, einen politischen Konkurrenten von der Partei Önügüü-Progress körperlich angegriffen zu haben, und daraufhin von der Wahlliste seiner Partei gestrichen worden. Im November 2016 gaben Taschijew und Babanow das Ende der Zusammenarbeit von Respublika und Ata-Schurt bekannt. Taschijew verließ anschließend die Partei Ata-Schurt, die an politischem Gewicht eingebüßt hatte, und schloss sich der Partei Mekentschil an, die vor allem mit Taschijews politischem Weggefährten Sadyr Dschaparow verbunden ist. In Dschaparows Abwesenheit, der im Jahr 2017 verhaftet worden war, wurde Taschijew Parteivorsitzender von Mekentschil.
Im Zuge der politischen Krise in Kirgisistan nach der Parlamentswahl 2020 gewann Taschijew durch den Aufstieg Dschaparows wieder an Einfluss. Dschaparow nutzte die Krise, um die politische Macht im Land zu übernehmen und die von den Sozialdemokraten geführte Regierung sowie Präsident Sooronbai Dscheenbekow zum Rücktritt zu zwingen und das Amt seinerseits zu übernehmen. Daraufhin besetzte Dschaparow zahlreiche Ämter mit seinen Vertrauten, darunter Taschijew, der am 16. Oktober 2020 per Dekret des Präsidenten zum neuen Vorsitzenden des Komitees für Staatssicherheit ernannt wurde.